# Марк Манілій
Марк Манілій (лат. Marcus Manilius; I ст. н. е.) — давньоримський поет і астролог часів імператорів Октавіана Августа та Тиберія, автор праці «Астрономіка», однієї з перших книжок з астрології, що збереглася і написана у віршованій формі. На честь Марка Манілія названо кратер на Місяці.

## Життєпис
Стосовно місця, дати народження та родини Манілія немає жодних відомостей. Він був східного, можливо сирійського або малоазійського походження. Був вільновідпущеником когось з родини Маніліїв — звідси й прізвище. Писав здебільшого дидактичні поеми, використовуючи гекзаметр. Утім найбільш відомий за свою значну працю «Астрономіка». Тут Манілій один з найперших дав основні характеристики астрології, намагаючись їх поєднувати з науковими знаннями в астрономії. Тут представлені передові погляди того часу на астрономію та астрологію. Все це представлено віршованим текстом.

## Праці
- «Астрономіка» у 5 книгах.